# (15403) Merignac
(15403) Merignac (1997 VH6) – planetoida z pasa głównego asteroid okrążająca Słońce w ciągu 4,29 lat w średniej odległości 2,64 j.a. Odkryta 9 listopada 1997 roku.